# Lindsaea schizophylla
Lindsaea schizophylla är en ormbunkeart som beskrevs av Christ. Lindsaea schizophylla ingår i släktet Lindsaea och familjen Lindsaeaceae. Inga underarter finns listade.